# NGC 781
NGC 781 este o galaxie spirală situată în constelația Berbecul. A fost descoperită în 16 octombrie 1784 de către William Herschel.